# Toluca (municipi)
Toluca —del nàhuatl, que vol dir «lloc del deus Tolo»— és un municipi de l'estat de Mèxic i capital de l'estat. Toluca de Lerdo és el cap de municipi i principal centre de població d'aquesta municipalitat. Aquest municipi és a la part central de l'estat de Mèxic. Limita al nord amb els municipis de Almoloya de Juárez, al sud amb Tenango del Valle, a l'oest amb Zinacantepec i a l'est amb Metepec, Lerma i Teomaya. Dista de la capital del país uns cinquanta-vuit quilòmetres.

## Política i govern

### Alcaldes
|  | - Braulio Antonio Álvarez Jasso (2015) - Fernando Zamora Morales (2016-) |

## Localitats
El municipi de Toluca tiene un total de 97 localitats; las principales en població són:

Principals localitats del municipi de Toluca.

| Localitat                      | Població |
| Total municipi                 | 747,512  |
| Toluca de Lerdo                | 467,712  |
| San Pablo Autopan              | 30,531   |
| San José Guadalupe Otzacatipan | 29,847   |
| San Pedro Totoltepec           | 19,052   |
| San Mateo Otzacatipan          | 18,871   |
| San Andrés Cuexcontitlán       | 14,687   |
| Santiago Tlacotepec            | 13,561   |
| Cacalomacán                    | 11,414   |
| Calixtlahuaca                  | 8,394    |
| San Felipe Tlalmimilolpan      | 8,103    |
| San Marcos Yachihuacaltepec    | 5,173    |
| San Lorenzo Tepaltitlán        | 427      |